# Ukba ibn Nafi
Ukba ibn Nafi (ur. 622 w Mekce, zm. 683) – muzułmański generał wojsk dynastii Umajjadów. W 670 roku wyruszył z Egiptu na podbój Afryki Północnej. W trakcie wyprawy założył kilka posterunków wojskowych, z których jeden został ustanowiony stolicą Ifrikijji – Kairuan . Według legendy, w piasku na terenie obozu znaleziono złote naczynie pochodzące z Mekki. Gdy zostało podniesione, z ziemi trysnęło źródło, które miało być zasilane z tej samej podziemnej rzeki co źródło zasilające świętą studnię Zamzam w Mekce. W miejscu tego wydarzenia miał zostać zbudowany pierwszy meczet w Kairuanie. Zginął w 683 roku podczas powrotu z podboju Maroka podczas bitwy ze zbuntowanymi Berberami. Wokół jego grobowca powstała wieś Sidi Ukba (obecnie na terytorium Algierii).